# Ravi Bellare
Ravi(ndranath) Bellare (* 1927; † 2005) war ein indischer Tablaspieler und Musikpädagoge, Musikwissenschaftler, Tänzer und bildender Künstler.

## Leben
Ravi Bellare hatte seit frühester Kindheit professionellen Musikunterricht. Sein Lehrer für das Tabla- und Pakhawajspiel war sein Onkel Taranath Rao. Weiteren Instrumental-, Vokal- und auch Tanzunterricht hatte er bei Lehrern verschiedener Gharanas wie Shamshuddin Khan, B. R. Deodar und Sunder Prasad. Bereits im Alter von fünf Jahren spielte er ein Tablasolo bei AIR Bombay.
Seit den frühen 1940er Jahren trat er mit seinem Zwillingsbruder, dem Tablaspieler Shashi Bellare (1927–2005) auf, und beide führten die Tabla in die Darbietungsformen des Jugalbandi (das Duett zweier Solomusiker) und Sawal Jawab (Frage und Antwort zwischen zwei Musikern) ein. Ihre Duette fanden große Beachtung in der Musikwelt und Anerkennung bei Meistern wie Ahmedjan Thirakwa und Shamshuddin Khan.
Ravi Bellare war zudem ein Fachmann für die Geschichte und Theorie des Rhythmus, der Melodie und der Tanzformen in der indischen Musik. Während seiner ersten Europareise als Leiter einer indischen Kulturdelegation erhielt er eine außerordentliche Professur an der Hochschule der Künste Berlin und führte dort über drei Jahre Recherchen in den Beständen indischer Originalliteratur durch. Als Tänzer tourte er durch Europa, Israel und Indien und präsentierte Tanzstile wie Bharatanatyam, Kathak und verschiedene Volkstänze. Zehn Jahre begleitete er als musikalischer Leiter das indische Nationalballett Hindi Kala Kendra mit dem Tänzer Ram Gopal bei seinen internationalen Tourneen.
In Bombay leitete Bellare die Musikschule Shreevallabh Shikshan Sangeet Ashram und war Verwalter und stellvertretender Direktor von Ravi Shankars Kinnara School of Music. 1991 ging er in die USA, um die Arbeit seines verstorbenen Onkels Tarnath Rao fortzusetzen und gründete dort die Kala Kalpa School of Music, Dance, Art and Culture in Pomona.
An der Sir J.J. School of Arts in Bombay erwarb Bellare einen Abschluss in Bildender Kunst. Auf diesem Gebiet schuf er Öl- und Acrylgemälde, Siebdrucke, Reliefs, Holzschnitzereien und Plastiken, die häufig Bilder der klassischen indischen Musik widerspiegelten. Als Autodidakt erwarb sich Bellare Kenntnisse als Elektroingenieur und gründete Anfang der 1960er Jahre eine Elektronikfirma, die bis Anfang der 1990er Jahre bestand.